# Steineroth
Steineroth là một đô thị thuộc huyện Altenkirchen, trong bang Rheinland-Pfalz, phía tây nước Đức. Đô thị Steineroth có diện tích 2,53 km², dân số thời điểm ngày 31 tháng 12 năm 2006 là 688 người.